# Arlo & Spot
Arlo & Spot (Originaltitel: The Good Dinosaur) ist ein US-amerikanischer Computeranimationsfilm von Pixar aus dem Jahr 2015, der am 10. November 2015 in Paris seine Premiere feierte. Im deutschsprachigen Raum erschien der Film am 26. November 2015 in den Kinos.

## Handlung
Der Meteorit, der die Saurier vor 65 Millionen Jahren an der Kreide-Paläogen-Grenze ausgelöscht hat, verfehlt die Erde. Als Folge setzen sich die Dinos und nicht die Menschen als intelligente Spezies durch. Einige Millionen Jahre später wird der gutmütige Apatosaurus Arlo als eines von drei Kindern einer Familie von Farmern geboren. Anders als sein Bruder und seine Schwester, die sich schnell in das dortige Leben eingewöhnen und sich als Ehrung ihrer Leistungen auch bald mit einem Fußabdruck auf dem Kornlager verewigen dürfen, schafft es der schmächtige und ängstliche Arlo auch nach Jahren noch nicht, den Alltag am Felde zu bestreiten. Seine Eltern, wenngleich sie ihn lieben, sind deswegen um ihn besorgt; sein Bruder Buck schikaniert ihn für seine Schwächen. Mit dem Ziel, ihm doch noch seinen Abdruck zu verschaffen, beauftragt Arlos Vater Henry ihn mit einer scheinbar simplen Aufgabe: er hat eine Falle für einen „Schädling“, der ihre Kornvorräte stiehlt, aufgestellt – wenn sich dieser in dem zugehörigen Netz verfängt, soll Arlo ihn mit einer Keule erschlagen. Wenig später scheint der Plan aufzugehen, als der Dieb tatsächlich in die Falle geht: es handelt sich um einen kleinen Menschenjungen (welcher, da sich die Spezies nie zu ihrer heutigen Zivilisation entwickelt hat, eher einem wilden Kind ähnelt). Als es Arlo aus einer Mischung aus Furcht und Mitleid heraus nicht schafft, das Kind zu töten und es stattdessen freilässt, wird Henry wütend und geht mit seinem Sohn den Spuren des „Schädlings“ hinterher, damit dieser die Sache zu Ende bringt. Nachdem die beiden einen langen Marsch hinter sich haben und langsam ein Sturm aufzieht, merkt Henry, dass er seinen Sohn, der mit dem Marsch stark zu kämpfen hat, viel zu hart angepackt hat. Als sie umkehren wollen, wird der Vater jedoch von einer Flutwelle erfasst und stirbt.
Die Familie ist ohne die Hilfe des Vaters mit der Arbeit auf der Farm bis zur Erschöpfung überfordert und steht zusätzlich unter dem Druck, die Ernte rechtzeitig vor dem ersten Schneefall einzuholen. Eines Tages taucht das Menschenjunge wieder auf und bedient sich erneut an den geernteten Körnern der Dinos. Arlo gibt ihm die Schuld am Tod seines Vaters und läuft ihm hinterher, um ihn nun doch zu erschlagen, wobei beide wie zuvor Henry vom Fluss erfasst werden, wobei Arlo ohnmächtig wird – als er aufwacht, findet er sich weit von zuhause entfernt wieder und bleibt zwischen Felsen stecken, wo er auch in der Nacht verweilt. Am nächsten Morgen ist er plötzlich befreit – wie sich herausstellt, hat der Menschenjunge die Steine gelockert und bringt ihm später Beeren, um ihn zu stärken. Anders als Arlo fällt es ihm leicht, in der Wildnis zurechtzukommen, sodass er Essen für den Dinosaurier aufspüren und gefährliche Gegner wie Schlangen bezwingen kann. Zwischen den beiden entwickelt sich eine ungewöhnliche Freundschaft, die ihnen hilft, allerlei turbulente Abenteuer zu bestehen, während sie versuchen, zurück nach Hause zu gelangen. Wenig später treffen sie auf einen kauzigen Styracosaurus, der verschiedene kleine Tiere um sich versammelt, die ihn beschützen sollen. Auch das Menschenjunge möchte er bei sich haben und so fordert er Arlo zu einem Wettbewerb heraus: wer es zuerst schafft, dem Kind einen Namen zu geben, auf den es hört, der dürfe es behalten. Als der Apatosaurus nach einigen missglückten Versuchen Spot ruft, horcht der Junge auf – Arlo hat somit gewonnen und zudem einen Namen für seinen Freund gefunden. In der darauffolgenden Nacht kommunizieren die zwei mangels gemeinsamer Sprache mithilfe von Ästen und finden dabei heraus, dass beide ein ähnliches Schicksal teilen, denn Spot offenbart, dass seine Eltern gestorben sind.
In der Nacht hat ein Sturm gewütet und die gesamte Gegend ist verwüstet. Arlo trifft inmitten der Einöde auf eine sektenähnliche Gruppe Nyctosaurier, angeführt von Donnerknall (im Original Thunderclap), während Spot abseits im Hintergrund außerhalb ihres Sichtfeldes steht. Sie machen zunächst einen friedlichen Eindruck und sind laut eigener Aussage auf der Suche nach Überlebenden des Sturmes. Als sie tatsächlich ein kleines Säugetier finden, frisst Donnerknall dieses umgehend und es wird ersichtlich, dass sie sich auf keiner Rettungsmission, sondern auf Beutejagd befinden. Donnerknall, der nun auf psychotische Weise zwischen freundlicher Miene und gewalttätigen Ausbrüchen pendelt, erkennt an Arlo den Geruch von Spot, den er daraufhin auch bald entdeckt. Es kommt zu einer Verfolgungsjagd, die jedoch ein Ende findet, als plötzlich zwei Tyrannosaurier erscheinen. Obwohl Arlo zunächst Angst vor ihnen hat, stellt sich bald heraus, dass sie ihm und Spot gut gesinnt sind und die beiden nur vor Donnerknall und seiner Gruppe beschützen wollten. Die beiden T-Rex und ihr Vater besaßen eine Rinderherde, die ihnen jedoch von einigen Velociraptoren gestohlen wurde. Mithilfe von Spots ausgeprägtem Geruchssinn gelingt es ihnen, die Herde ausfindig zu machen und sie in einem Kampf zurückzugewinnen. Hierbei beweist Arlo erstmals großen Mut und kann seine Angst überwinden. Die T-Rex-Familie begleitet die beiden Jungen noch eine Weile, bis das Gebirge, in dessen Nähe sich die Farm von Arlos Familie befindet, sichtbar wird.
Auf dem Weg sehen sie in der Ferne einen weiteren Menschen, doch Arlo hält Spot zurück, zu ihm zu gehen, da er möchte, dass er mit ihm zusammen auf der Farm lebt. Es zieht bald ein weiterer Sturm auf und es erscheinen erneut die Nyctosaurier unter der Führung von Donnerknall, denen es diesmal gelingt, Spot mitzunehmen und Arlo in einen Strauch von Schlingpflanzen zu stoßen. Dort erscheint diesem eine Vision von seinem Vater, der seinen Sohn befreit und ihn wortlos nach Hause mitnehmen will. Arlo weigert sich jedoch weiterzugehen, da es ihm wichtiger sei, Spot zu retten, woraufhin der Geist von Henry stolz auf seinen Sohn und dessen neu gefundenen Mut ist. Nun wacht Arlo auf, befreit sich von den Ranken und folgt den Flugsaurieren zum Ufer eines reißenden Flusses. In einem Kampf gelingt es zunächst, Donnerknalls Gefolge in die Strömung zu befördern, in der sie flussabwärts treiben. Letztlich kann Spot ein Loch in den Flügel des Anführers beißen, sodass dieser beim Versuch des Wegfliegens abstürzt und ebenfalls im Fluss landet.
Nachdem die beiden erfolgreich einer weiteren Flutwelle trotzen, kommen sie der Farm immer näher. Kurz vor der Ankunft hören sie jedoch den Ruf eines Menschen. Es stellt sich heraus, dass in der Berglandschaft eine mehrköpfige Menschenfamilie ansässig ist, die Spot beschnuppert und sich ihm annähert. Obwohl der kleine Menschenjunge wieder auf Arlos Rücken klettert, um mit ihm weiterzuziehen, setzt ihn den Saurier wieder ab, wohlwissend, dass es für Spot das beste wäre, unter seinesgleichen aufzuwachsen. Er selbst zieht weiter und kommt auch bald wieder zuhause auf der Farm an. Nach der Wiedervereinigung mit seiner Familie ist in der letzten Szene zu sehen, wie Arlo, nun gestärkt und selbstbewusst, endlich seinen Fußabdruck im Kornlager verewigen darf.

## Rezeption

### Kritik
Der Film konnte 76 Prozent der 219 Kritiker bei Rotten Tomatoes überzeugen. Von der Deutschen Film- und Medienbewertung wurde Arlo & Spot mit dem Prädikat wertvoll versehen. In der Begründung heißt es: „Der Zuschauer kann sich an den Landschaften kaum satt sehen, immer wieder fragt man sich, ob das wirklich animiert ist oder nicht doch real. Vor allem jüngere Zuschauer werden hier der Illusion vollkommen erliegen.“ Die Jury bemängelt jedoch, dass der Story die für die höchste Prädikatisierung notwendige überdurchschnittliche Qualität fehlt und sie sich ein wenig mehr von der Fantasie gewünscht hätte, die so viele Disney- und Pixar-Filme auszeichnet. Frank Arnold von epd Film sagt: ‚Arlo & Spot‘ ist einmal mehr ein sehr kindgerechter Film geworden, der in bewährter Disney-Manier von einer Freundschaft zwischen Mensch und Tier erzählt, einem Außenseiterprotagonisten, der im Verlauf der Geschichte zeigen kann, was in ihm steckt. Arnold bemängelt jedoch: So beeindruckend ‚Arlo & Spot‘ visuell in seinen – geradezu fotorealistisch wirkenden – Landschaftsaufnahmen auch sein mag, so lässt er doch eine originelle Geschichte und differenzierte Protagonisten vermissen.

### Einspielergebnis
Am Startwochenende erreichte der Film mit 39,1 Millionen US-Dollar hinter Die Tribute von Panem – Mockingjay Teil 2 den zweiten Platz der US-amerikanischen Kinocharts. Somit konnte sich zum zweiten Mal in Folge ein Pixar-Film nicht auf Platz eins der Charts platzieren, nachdem Alles steht Kopf ebenfalls nur auf dem zweiten Platz startete, später es aber noch an die Spitze schaffte. In Deutschland startete der Film mit umgerechnet rund 1,3 Millionen US-Dollar auf dem dritten Platz der Kinocharts. Insgesamt wurde der Film in Deutschland mit Einnahmen von über 5,6 Millionen US-Dollar von mehr als 767.000 Menschen gesehen und landete auf Platz 39 der meistbesuchten Filme im Jahr 2015. Die summierten Einnahmen in den Vereinigten Staaten betragen 123 Millionen US-Dollar, wohingegen im Rest der Welt 208,8 Millionen US-Dollar eingespielt werden konnten. Mit Gesamteinnahmen von 331,9 Millionen US-Dollar ist Arlo & Spot der Pixar-Film mit dem bis dato geringsten Einspielergebnis.

### Auszeichnungen
Arlo & Spot wurde als Bester Animationsfilm für die Satellite Awards 2015 nominiert. Im Rahmen der Golden Globe Awards 2016 wurde der Film als Bester Animationsfilm nominiert.

## Synchronisation
Die deutsche Synchronbearbeitung entstand bei der Film- & Fernseh-Synchron GmbH (FFS), Berlin unter der Dialogregie und nach einem Dialogbuch von Stefan Günther.
| Rollenname                       | Sprecher im Original | Deutscher Sprecher  |
| -------------------------------- | -------------------- | ------------------- |
| Arlo                             | Raymond Ochoa        | Cosmo Clarén        |
| Spot                             | Jack Bright          | Jack Bright         |
| Butch                            | Sam Elliott          | Reiner Schöne       |
| Ramsey                           | Anna Paquin          | Maria Koschny       |
| Nash                             | A. J. Buckley        | Tim Sander          |
| Thunderclap/Donnerknall          | Steve Zahn           | Tobias Lelle        |
| Downpour/Wolkenbruch             | Mandy Freund         | Nina Herting        |
| Coldfront/Kaltfront              | Steven Clay Hunter   | Christoph Drobig    |
| Poppa Henry/Papa                 | Jeffrey Wright       | Torsten Michaelis   |
| Momma Ida/Mama                   | Frances McDormand    | Christin Marquitan  |
| Buck                             | Marcus Scribner      | Sebastian Kluckert  |
| Libby                            | Maleah Padilla       | Melina Witez        |
| Forrest Woodbush/Tierchensammler | Peter Sohn           | Tom Wlaschiha       |
| Bubbha                           | Dave Boat            | Axel Lutter         |
| Lurleane                         | Carrie Paff          | Britta Steffenhagen |
| Pervis                           | Calum Grant          | Stefan Krause       |
| Earl                             | John Ratzenberger    | Marlin Wick         |

## Musik
Die Musik zu dem Film ist Mychael und Jeff Dannas erste Zusammenarbeit mit Pixar als Komponisten. Walt Disney Records veröffentlichte den Soundtrack mit 30 Titeln und einer Gesamtlaufzeit von 63:22 min. am 20. November 2015.

## Trivia
- Zusammen mit Alles steht Kopf ist Arlo & Spot der erste Film, der mit einem anderen Pixar-Film im selben Jahr veröffentlicht wurde.
- Im englischen Sprachraum bekannt ist Spot the Dog, eine Kinderbuchserie von Eric Hill.
- Zuallererst wurde der Film im deutschen Sprachraum mit Der gute Dinosaurier betitelt. Mit dem Erscheinen des zweiten Trailers wurde der Film auf Deutsch Arlo & Spot genannt.